# Jequitinhonha
Jequitinhonha este un oraș în Minas Gerais (MG), Brazilia.